# Myra (Texas)
Myra es un lugar designado por el censo ubicado en el condado de Cooke en el estado estadounidense de Texas. En el Censo de 2020 tenía una población de 202 habitantes y una densidad poblacional de 153,03 habitantes por km². Fue incluido como CDP en el censo de 2020.

## Geografía
Myra se encuentra ubicado en las coordenadas 33°37′30″N 97°18′56″O / 33.62500, -97.31556. Según la Oficina del Censo de los Estados Unidos,  tiene una superficie total de 1,32 km², todos correspondientes a tierra firme.